# Sascha Paeth
Sascha Paeth (ur. 9 września 1970 w Wolfsburgu) – niemiecki muzyk, kompozytor i instrumentalista, a także producent muzyczny. Sascha Paeth znany jest przede wszystkim z występów w grupie muzycznej Heavens Gate, której był członkiem w latach 1987-1999. Wraz z zespołem nagrał pięć albumów studyjnych. W 1999 roku nawiązał współpracę z ówczesnym gitarzystą zespołu Rhapsody – Luką Turillim wraz z którym nagrał trzy płyty. W 2005 roku Paeth wziął także udział w projekcie Luca Turilli’s Dreamquest. W latach późniejszych współtworzył projekt Aina i zespół Redkey. W 2006 roku dołączył do zespołu Tobiasa Sammeta – Avantasia. Z kolei od 2011 roku współtworzy amerykańską grupę Trillium.
Muzyk wystąpił ponadto gościnnie na płytach takich zespołów jak: Consortium Project, Edguy, Gamma Ray, Glenmore, Kamelot, Lanzer, Lunatica, Rhapsody of Fire, Shaman i Viper. Z kolei jako producent muzyczny i inżynier dźwięku pracował m.in. z takimi grupami jak: At Vance, Brainstorm, Diabulus in Musica, Dol Ammad, Epica, Gun Barrel, Infinity Overture, Mayan, Running Wild, Seventh Avenue, Symphonity czy Tribe.